# Прослаухинська сільська рада
Прослау́хинська сільська рада (рос. Прослаухинский сельский совет) — сільське поселення у складі Баєвського району Алтайського краю Росії.
Адміністративний центр — село Прослауха.

## Населення
Населення — 404 особи (2019; 544 в 2010, 802 у 2002).

## Склад
До складу сільської ради входять:
| Населений пункт    | Населення, осіб (2002) | Населення, осіб (2010) |
| ------------------ | ---------------------- | ---------------------- |
| Капустинка, селище | 120                    | 39                     |
| Прослауха, село    | 682                    | 505                    |